# Regan Harrison
Regan Dean Harrison (* 12. August 1978 in Brisbane) ist ein ehemaliger australischer Schwimmer. Er gewann bei Olympischen Spielen eine Silbermedaille und bei Weltmeisterschaften auf der 50-Meter-Bahn eine Goldmedaille.

## Leben
Der 1,78 Meter große Regan Harrison schwamm für den Yeronga Park Swimming Club in Brisbane.
Bei den Pan Pacific Swimming Championships 1999 in Sydney wurde Harrison über 100 Meter Brust Zweiter hinter seinem Landsmann Simon Cowley. Über 200 Meter Brust belegte Harrison in Sydney den vierten Platz. Ein Jahr später bei den Olympischen Spielen 2000 in Sydney erreichten mit Regan Harrison und Ryan Mitchell zwei australische Schwimmer das Finale über 200 Meter Brust. Mit 0,15 Sekunden Rückstand auf den drittplatzierten Italiener Davide Rummolo schlug Harrison als Vierter an, Mitchell wurde Achter. Die 4-mal-100-Meter-Lagenstaffel schwamm in der Besetzung Joshua Watson, Ryan Mitchell, Adam Pine und Ian Thorpe die viertschnellste Vorlaufzeit. Im Finale waren Matt Welsh, Regan Harrison, Geoff Huegill und Michael Klim vier Sekunden schneller als die Vorlaufstaffel und belegten den zweiten Platz hinter dem Quartett aus den Vereinigten Staaten. Alle acht beteiligten australischen Schwimmer erhielten eine Silbermedaille.
2001 bei den Weltmeisterschaften in Fukuoka schied Harrison über 100 Meter Brust im Vorlauf aus. Über 200 Meter Brust belegte er den sechsten Platz mit 0,3 Sekunden Rückstand auf die Bronzemedaille. Die australische Lagenstaffel erreichte mit Joshua Watson, Philip Rogers, Adam Pine und Ashley Callus die zweitschnellste Vorlaufzeit. Im Finale siegten Matt Welsh, Regan Harrison, Geoff Huegill und Ian Thorpe mit fast einer Sekunde Vorsprung und waren dabei fast dreieinhalb Sekunden schneller als die Vorlaufstaffel. Allen acht beteiligten australischen Staffelteilnehmern wurde eine Goldmedaille überreicht. 2002 bei den Commonwealth Games in Manchester schied Harrison über 100 Meter Brust im Halbfinale aus, über 200 Meter Brust wurde er Siebter. Bei den Pan Pacific Swimming Championships in Yokohama erreichte Harrison auf beiden Brustdistanzen das Finale und wurde Siebter über 100 Meter Brust sowie Sechster über 200 Meter Brust. 2003 bei den Weltmeisterschaften in Barcelona schied er auf beiden Bruststrecken im Vorlauf aus. Zum Abschluss seiner internationalen Karriere nahm Harrison 2004 an den Olympischen Spielen in Athen teil. Dort schwamm er im Vorlauf über 200 Meter Brust die 23. Zeit.
Regan Harrison ist der Cousin des Hockey-Olympiasiegers Mark Knowles.